# Den Herberg
Den Herberg is een Belgisch bier. Het wordt gebrouwen door Brouwerij Den Herberg te Buizingen.

## Achtergrond
Bart Devillé en Ann Heremans startten in 2006 met het zelf in elkaar steken van een brouwinstallatie, grotendeels met tweedehandsmateriaal. Hun brouwketel heeft een capaciteit van 2000 liter. Op 1 februari 2007 openden ze hun café “Den Herberg”. Op 1 december 2007 werd voor het eerst gebrouwen en op 16 februari 2008 startte de verkoop van hun Herbergbieren.

## De bieren
Er zijn 4 varianten:
- Den Herberg Blond is een blond bier van hoge gisting met een alcoholpercentage van 5,5%.
- Den Herberg Tarwe is een donker-amberkleurig bier van hoge gisting met een alcoholpercentage van 5%.
- Den Herberg Amber is een amberkleurig bier van hoge gisting met een alcoholpercentage van 5%.
- Den Herberg Bruin is een roodbruin bier van hoge gisting met een alcoholpercentage van 5,5%.